# Sandro Cuomo
Sandro Cuomo (Nápoly, 1962. október 21. –) olimpiai, világ- és Európa-bajnok olasz párbajtőrvívó, edző.